# Nunsaen
Nunsaen is een bestuurslaag in het regentschap Kupang van de provincie Oost-Nusa Tenggara, Indonesië. Nunsaen telt 1938 inwoners (volkstelling 2010).